# Heraclea de Cària
Heraclea de Cària (en grec antic Ἡράκλεια) era una ciutat que menciona Estrabó i situa a Cària, en una localització desconeguda. Claudi Ptolemeu la descriu amb l'addició de Ἀλβανῷ (Heracleia Albanoi) i Plini el Vell, Suides i Eudòxia Macrembolitissa l'anomenen Ἀλβάκη (Herakleia Albake). Era una ciutat diferent d'Heracleia Latmus, situada a la frontera entre Cària i Jònia.